# Illa Arey
Arey és una illa barrera que fa uns 11 km de llargada que es troba al nord de l'estat d'Alaska, Estats Units, a l'oest de l'illa Barter, entre la llacuna Arey i el mar de Beaufort. Està deshabitada i la major part del terreny és propietat privada de la Kaktovik Inupiat Corporation.